# Serie A (2003/2004)

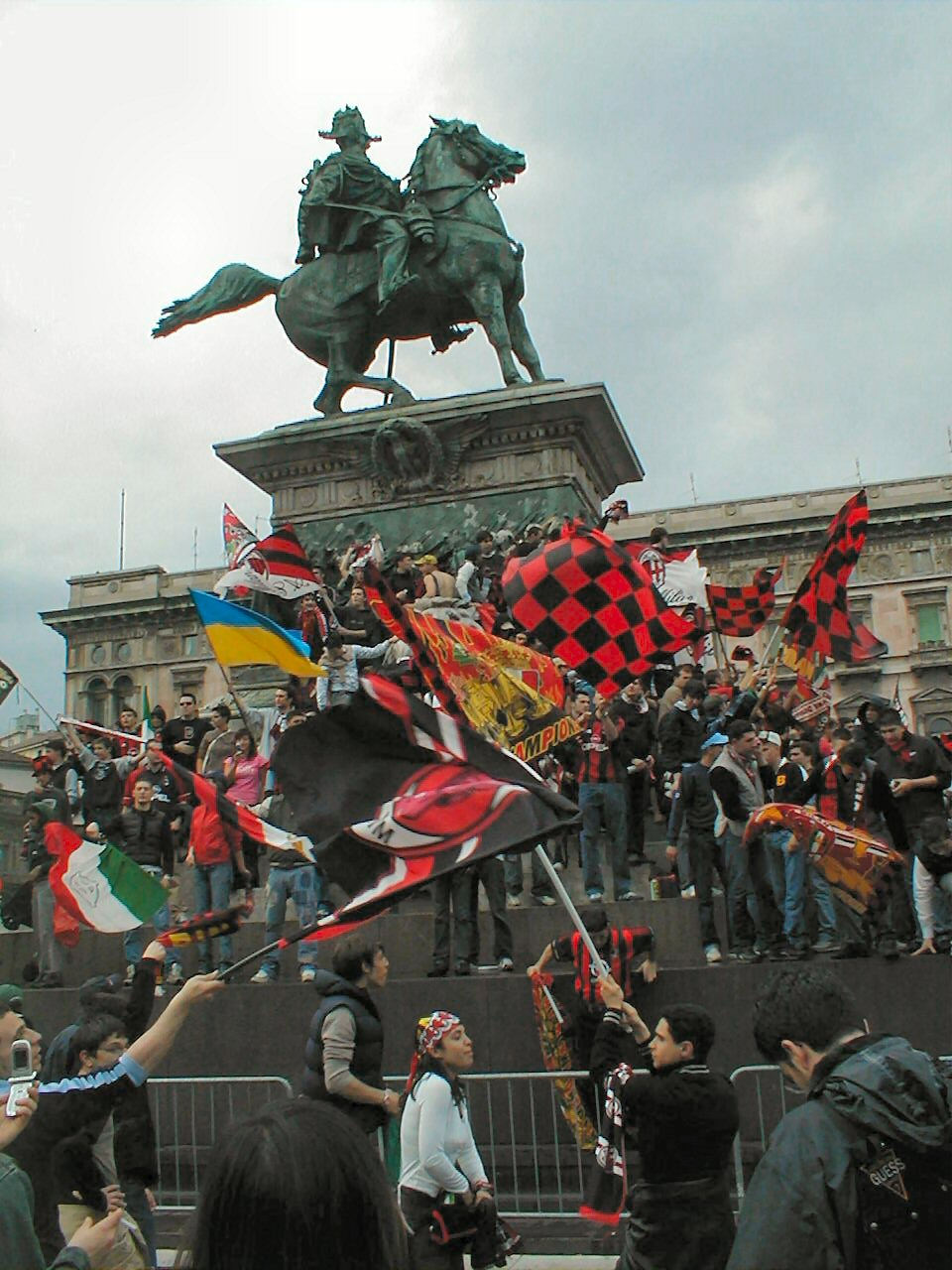
Świętujący kibice A.C. Milan

Serie A 2003/2004 – 102. edycja najwyższej w hierarchii klasy mistrzostw Włoch w piłce nożnej, organizowanych przez Lega Nazionale, które odbyły się od 30 sierpnia 2003 do 16 maja 2004. Mistrzem został Milan, zdobywając swój 17.tytuł.

## Organizacja
Liczba uczestników pozostała bez zmian (18 drużyn). Siena, Sampdoria, Lecce i Ancona awansowali z Serie B. Rozgrywki składały się z meczów, które odbyły się systemem kołowym u siebie i na wyjeździe, w sumie 34 rund: 3 punkty przyznano za zwycięstwo i po jednym punkcie w przypadku remisu, z możliwą dogrywką, rozstrzygać sytuacje ex aequo w końcowej klasyfikacji. Zwycięzca rozgrywek ligowych otrzymywał tytuł mistrza Włoch. Trzy ostatnie drużyny spadało bezpośrednio do Serie B. Czwarta drużyna od dołu tabeli walczyła z szóstą drużyną Serie B o miejsce w Serie A.

## Drużyny
| Uczestnicy poprzedniej edycji                                                                                 | Uczestnicy poprzedniej edycji | Uczestnicy poprzedniej edycji | Uczestnicy poprzedniej edycji |
| --- | ----------------------------- | ----------------------------- | ----------------------------- |
| JUV | Juventus                      | 1                             |                               |
| INT | Inter Mediolan                | 2                             |                               |
| MIL | Milan                         | 3                             |                               |
| LAZ | Lazio                         | 4                             |                               |
| PAR | Parma                         | 5                             |                               |
| UDI | Udinese                       | 6                             |                               |
| CHV | Chievo Verona                 | 7                             |                               |
| ROM | Roma                          | 8                             |                               |
| BRE | Brescia                       | 9                             |                               |
| PER | Perugia                       | 10                            |                               |
| BOL | Bologna                       | 11                            |                               |
| MOD | Modena                        | 12                            |                               |
| EMP | Empoli                        | 13                            |                               |
| REG | Reggina                       | 14                            |                               |
| Spadek z poprzedniej edycji                                                                                   |                               |                               |                               |
| ATA | Atalanta                      | 15                            |                               |
| PIA | Piacenza                      | 16                            |                               |
| COM | Como                          | 17                            |                               |
| TOR | Torino                        | 18                            |                               |
| Awans z Serie B 2002/2003                                                                                     |                               |                               |                               |
| SIE | Siena                         | 1                             |                               |
| SAM | Sampdoria                     | 2                             |                               |
| LCE | Lecce                         | 3                             |                               |
| ANC | Ancona                        | 4                             |                               |
| Oznaczenia: - kolumna pierwsza – skróty nazw drużyn, - kolumna trzecia – miejsce zajęte w poprzednim sezonie. |                               |                               |                               |

## Tabela
| Lp. | Drużyna        | M  | Z  | R  | P  | B+ | B- | +/– | Pkt | Kwalifikacja lub spadek                       |
| --- | -------------- | -- | -- | -- | -- | -- | -- | --- | --- | --------------------------------------------- |
| 1   | Milan (M)      | 34 | 25 | 7  | 2  | 65 | 24 | +41 | 82  | Liga Mistrzów UEFA • Faza grupowa             |
| 2   | Roma           | 34 | 21 | 8  | 5  | 68 | 19 | +49 | 71  | Liga Mistrzów UEFA • Faza grupowa             |
| 3   | Juventus       | 34 | 21 | 6  | 7  | 67 | 42 | +25 | 69  | Liga Mistrzów UEFA • III runda kwalifikacyjna |
| 4   | Inter Mediolan | 34 | 17 | 8  | 9  | 59 | 37 | +22 | 59  | Liga Mistrzów UEFA • III runda kwalifikacyjna |
| 5   | Parma          | 34 | 16 | 10 | 8  | 57 | 46 | +11 | 58  | Puchar UEFA • I runda                         |
| 6   | Lazio          | 34 | 16 | 8  | 10 | 52 | 38 | +14 | 56  | Puchar UEFA • I runda                         |
| 7   | Udinese        | 34 | 13 | 11 | 10 | 44 | 40 | +4  | 50  | Puchar UEFA • I runda                         |
| 8   | Sampdoria      | 34 | 11 | 13 | 10 | 40 | 42 | −2  | 46  |                                               |
| 9   | Chievo Verona  | 34 | 11 | 11 | 12 | 36 | 37 | −1  | 44  |                                               |
| 10  | Lecce          | 34 | 11 | 8  | 15 | 43 | 56 | −13 | 41  |                                               |
| 11  | Brescia        | 34 | 9  | 13 | 12 | 52 | 57 | −5  | 40  |                                               |
| 12  | Bologna        | 34 | 10 | 9  | 15 | 45 | 53 | −8  | 39  |                                               |
| 13  | Reggina        | 34 | 6  | 16 | 12 | 29 | 45 | −16 | 34  |                                               |
| 14  | Siena          | 34 | 8  | 10 | 16 | 41 | 54 | −13 | 34  |                                               |
| 15  | Perugia (B)    | 34 | 6  | 14 | 14 | 44 | 56 | −12 | 32  | Kwalifikacja play-off                         |
| 16  | Modena (S)     | 34 | 6  | 12 | 16 | 27 | 46 | −19 | 30  | Spadek do Serie B                             |
| 17  | Empoli (S)     | 34 | 7  | 9  | 18 | 26 | 54 | −28 | 30  | Spadek do Serie B                             |
| 18  | Ancona (S)     | 34 | 2  | 7  | 25 | 21 | 70 | −49 | 13  | Degradacja do Serie C2 przez upadłość         |

1. 1 2 3  Udinese zakwalifikował się do Pucharu UEFA, ponieważ obydwaj finaliści Pucharu Włoch – Lazio i Juventus – zakwalifikowali się do Pucharu UEFA i Ligi Mistrzów odpowiednio.
2. 1 2  Reggina została sklasyfikowana wyżej dzięki liczbie punktów zdobytych w meczach bezpośrednich: Reggina 2–1 Siena, Siena 0–0 Reggina.
3. 1 2  Empoli został sklasyfikowany niżej poprzez liczbę punktów zdobytych w meczach bezpośrednich: Empoli 0–3 Modena, Modena 1–1 Empoli.
4. ↑  Ancona nie otrzymała licencji do Serie B (2004/2005) z powodu niewypłacalności finansowej klubu. Później została przyjęta do Lega Professionisti Serie C po ogłoszeniu upadłości.

## Wyniki
Drużyny grają ze sobą dwa razy u siebie i na wyjeździe.
| Gospodarz \ Gość | ANC | BOL | BRE | CHV | EMP | INT | JUV | LAZ | LCE | MIL | MOD | PAR | PER | REG | ROM | SAM | SIE | UDI |
| ---------------- | --- | --- | --- | --- | --- | --- | --- | --- | --- | --- | --- | --- | --- | --- | --- | --- | --- | --- |
| Ancona           |     | 3–2 | 1–1 | 0–2 | 2–1 | 0–2 | 2–3 | 0–1 | 0–2 | 0–2 | 1–1 | 0–2 | 0–0 | 1–1 | 0–0 | 0–1 | 0–0 | 0–3 |
| Bologna          | 3–2 |     | 3–0 | 3–1 | 2–1 | 0–2 | 0–1 | 2–1 | 1–1 | 0–2 | 1–1 | 2–2 | 2–2 | 2–2 | 0–4 | 0–1 | 3–1 | 2–0 |
| Brescia          | 5–2 | 0–0 |     | 1–1 | 2–0 | 2–2 | 2–3 | 2–1 | 1–2 | 0–1 | 0–0 | 2–3 | 1–1 | 4–4 | 1–0 | 1–1 | 4–2 | 1–2 |
| Chievo Verona    | 1–0 | 2–1 | 3–1 |     | 0–0 | 0–2 | 1–2 | 0–0 | 2–3 | 0–2 | 2–0 | 0–2 | 4–1 | 0–0 | 0–3 | 1–1 | 1–1 | 0–0 |
| Empoli           | 2–0 | 2–0 | 1–1 | 0–1 |     | 2–3 | 3–3 | 2–2 | 0–0 | 0–1 | 0–3 | 1–0 | 1–0 | 1–1 | 0–2 | 1–1 | 1–0 | 2–0 |
| Inter Mediolan   | 3–0 | 4–2 | 1–3 | 0–0 | 0–1 |     | 3–2 | 0–0 | 3–1 | 1–3 | 2–0 | 1–0 | 2–1 | 6–0 | 0–0 | 0–0 | 4–0 | 1–2 |
| Juventus         | 3–0 | 2–1 | 2–0 | 1–0 | 5–1 | 1–3 |     | 1–0 | 3–4 | 1–3 | 3–1 | 4–0 | 1–0 | 1–0 | 2–2 | 2–0 | 4–2 | 4–1 |
| Lazio            | 4–2 | 2–1 | 0–1 | 1–0 | 3–0 | 2–1 | 2–0 |     | 4–1 | 0–1 | 2–1 | 2–3 | 3–1 | 1–1 | 1–1 | 1–1 | 5–2 | 2–2 |
| Lecce            | 3–1 | 1–2 | 1–4 | 1–2 | 2–1 | 2–1 | 1–1 | 0–1 |     | 1–1 | 1–0 | 1–2 | 1–2 | 2–1 | 0–3 | 0–0 | 0–0 | 2–1 |
| Milan            | 5–0 | 2–1 | 4–2 | 2–2 | 1–0 | 3–2 | 1–1 | 1–0 | 3–0 |     | 2–0 | 3–1 | 2–1 | 3–1 | 1–0 | 3–1 | 2–1 | 1–2 |
| Modena           | 2–1 | 2–0 | 1–1 | 0–3 | 1–1 | 1–1 | 0–2 | 1–1 | 2–0 | 1–1 |     | 2–2 | 1–0 | 1–2 | 0–1 | 1–0 | 1–3 | 0–1 |
| Parma            | 3–1 | 0–0 | 2–2 | 3–1 | 4–0 | 1–0 | 2–2 | 0–3 | 3–1 | 0–0 | 3–0 |     | 3–0 | 1–2 | 1–4 | 1–0 | 1–1 | 4–3 |
| Perugia          | 1–0 | 4–2 | 2–2 | 0–2 | 1–1 | 2–3 | 1–0 | 1–2 | 2–2 | 1–1 | 1–1 | 2–2 |     | 0–0 | 0–1 | 3–3 | 2–2 | 3–3 |
| Reggina          | 0–0 | 0–0 | 0–0 | 0–0 | 2–0 | 0–2 | 0–2 | 2–1 | 1–3 | 2–1 | 1–1 | 1–1 | 1–2 |     | 0–0 | 2–2 | 2–1 | 0–1 |
| Roma             | 3–0 | 1–2 | 5–0 | 3–1 | 3–0 | 4–1 | 4–0 | 2–0 | 3–1 | 1–2 | 1–0 | 2–0 | 1–3 | 2–0 |     | 3–1 | 6–0 | 1–1 |
| Sampdoria        | 2–0 | 3–2 | 2–1 | 1–0 | 2–0 | 2–2 | 1–2 | 1–2 | 2–2 | 0–3 | 1–1 | 1–2 | 3–2 | 2–0 | 0–0 |     | 2–1 | 1–3 |
| Siena            | 3–2 | 0–0 | 0–1 | 1–2 | 4–0 | 0–1 | 1–3 | 3–0 | 2–1 | 1–2 | 4–0 | 1–2 | 2–1 | 0–0 | 0–0 | 0–0 |     | 1–0 |
| Udinese          | 3–0 | 1–3 | 4–3 | 1–1 | 2–0 | 0–0 | 0–0 | 1–2 | 1–0 | 0–0 | 1–0 | 1–1 | 1–1 | 1–0 | 1–2 | 0–1 | 1–1 |     |

1. ↑  Mecz rozegrano na Stadio Renzo Barbera.
2. ↑  Mecz rozegrano na Stadio Renzo Barbera.
3. ↑  Mecz rozegrano na Stadio Renzo Barbera.

## Kwalifikacja play-off
| 16 czerwca 2004 20:30 | Perugia | 0:1 | Fiorentina · Fantini 10' | Stadio Renato Curi, Perugia Widzów: 23 500 Sędzia: Matteo Trefoloni (Siena) |
|                       |         |     |                          |                                                                             |

| 20 czerwca 2004 20:30 | Fiorentina · Fantini 47' | 1:10:0 | Perugia · do Prado 82' | Stadio Artemio Franchi, Florencja Widzów: 43 000 Sędzia: Roberto Rosetti (Turyn) |
|                       |                          |        |                        |                                                                                  |

Fiorentina została promowana do Serie A, a Perugia zdegradowana do Serie B.

## Najlepsi strzelcy
| Bramki | Strzelcy                 | Drużyna                       |
| ------ | ------------------------ | ----------------------------- |
| 24 (1) | Andrij Szewczenko        | Milan                         |
| 23 (4) | Alberto Gilardino        | Parma                         |
| 20 (6) | Francesco Totti          | Roma                          |
| 19 (4) | Ernesto Javier Chevantón | Lecce                         |
| 17 (2) | Adriano                  | Parma (8), Inter Mediolan (9) |
| 16 (1) | David Trezeguet          | Juventus                      |
| 14     | Antonio Cassano          | Roma                          |
| 13     | Fabio Bazzani            | Sampdoria                     |
| 13 (2) | Christian Vieri          | Inter Mediolan                |
| 12     | Roberto Baggio           | Brescia                       |
| 12     | Andrea Caracciolo        | Brescia                       |
| 12     | Dino Fava                | Udinese                       |
| 12 (1) | Jon Dahl Tomasson        | Milan                         |

## Skład mistrzów
| Zwycięzca Serie A 2003/04 |
| ------------------------- |
| Milan 17 Tytuł            |

| formacja | Piłkarz (liczba meczów) |
| --- | ----------------------- |
| Dida Cafu Nesta Maldini Pancaro Gattuso Pirlo Seedorf Kaká Rui Costa Szewczenko | Dida (32)               |
| Dida Cafu Nesta Maldini Pancaro Gattuso Pirlo Seedorf Kaká Rui Costa Szewczenko | Cafu (28)               |
| Dida Cafu Nesta Maldini Pancaro Gattuso Pirlo Seedorf Kaká Rui Costa Szewczenko | Alessandro Nesta (26)   |
| Dida Cafu Nesta Maldini Pancaro Gattuso Pirlo Seedorf Kaká Rui Costa Szewczenko | Paolo Maldini (30)      |
| Dida Cafu Nesta Maldini Pancaro Gattuso Pirlo Seedorf Kaká Rui Costa Szewczenko | Giuseppe Pancaro (21)   |
| Dida Cafu Nesta Maldini Pancaro Gattuso Pirlo Seedorf Kaká Rui Costa Szewczenko | Gennaro Gattuso (33)    |
| Dida Cafu Nesta Maldini Pancaro Gattuso Pirlo Seedorf Kaká Rui Costa Szewczenko | Andrea Pirlo (32)       |
| Dida Cafu Nesta Maldini Pancaro Gattuso Pirlo Seedorf Kaká Rui Costa Szewczenko | Clarence Seedorf (29)   |
| Dida Cafu Nesta Maldini Pancaro Gattuso Pirlo Seedorf Kaká Rui Costa Szewczenko | Kaká (30)               |
| Dida Cafu Nesta Maldini Pancaro Gattuso Pirlo Seedorf Kaká Rui Costa Szewczenko | Rui Costa (28)          |
| Dida Cafu Nesta Maldini Pancaro Gattuso Pirlo Seedorf Kaká Rui Costa Szewczenko | Andrij Szewczenko (32)  |
| Dida Cafu Nesta Maldini Pancaro Gattuso Pirlo Seedorf Kaká Rui Costa Szewczenko | Trener: Carlo Ancelotti |
| Pozostałe piłkarze: Jon Dahl Tomasson (26), Alessandro Costacurta (22), Massimo Ambrosini (20), Serginho (20), Filippo Inzaghi (14), Cristian Brocchi (11), Martin Laursen (10), Dario Šimić (10), Fernando Redondo (8), Kacha Kaladze (6), Marco Borriello (4), Christian Abbiati (2). |                         |